# Gretescher Steine
De Gretescher Steine (ook wel Hermannsteine of Dicke Steine genoemd) ligt op een heuvel bij een bocht van de rivier Belmer Bach in het stadsdeel Gretesch in Samtgemeinde Fürstenau, Landkreis Osnabrück, Nedersaksen. Het hunebed is ook bekend als Sprockhoff-Nr. 920.

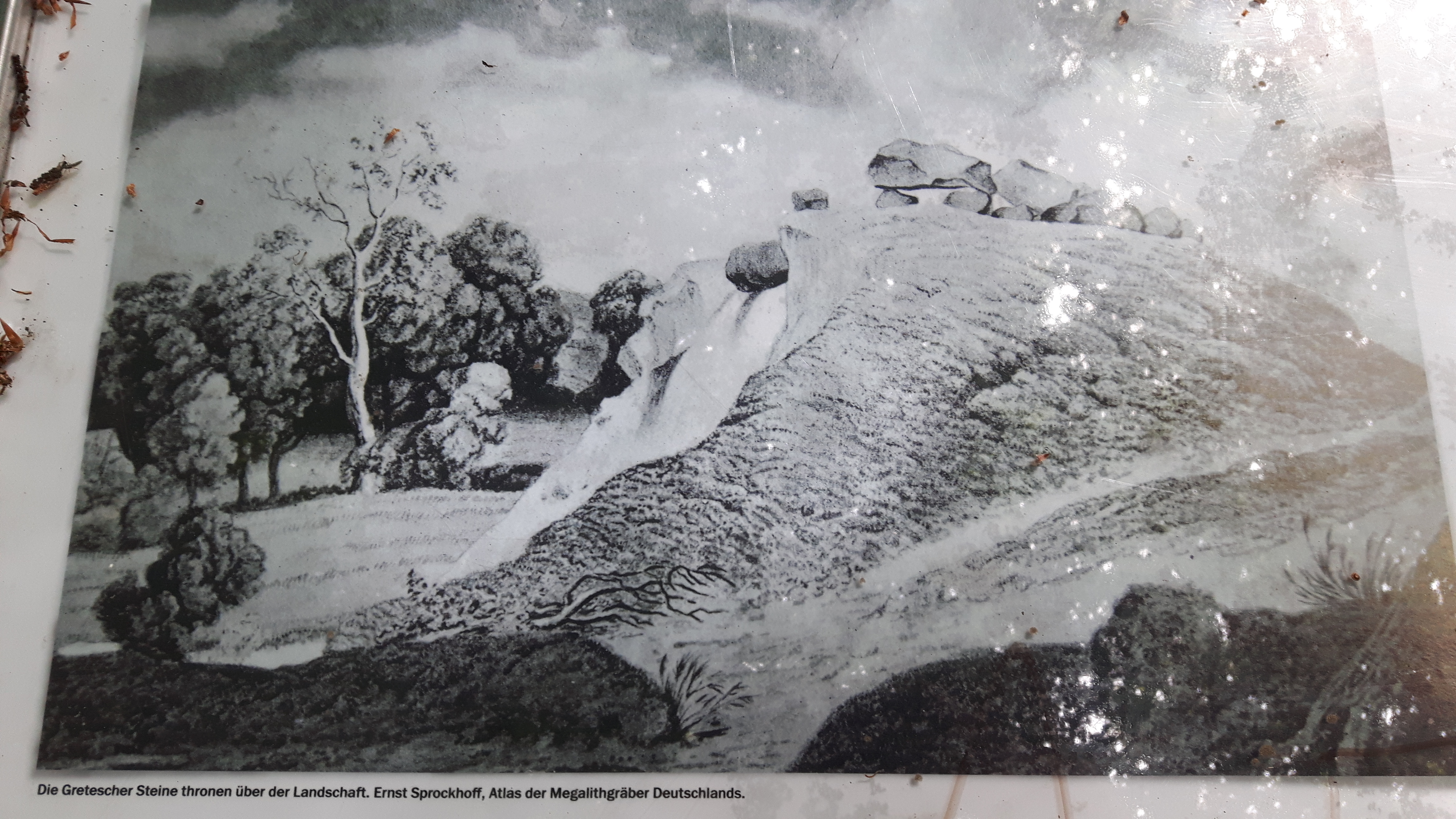
Afbeelding op het informatiebord bij het hunebed uit Atlas der Megalitgräber Deutschlands, Ernst Sprockhoff

In dit stadsdeel liggen nog twee hunebedden; de Sundermannsteine en de Teufelssteine. Het hunebed is onderdeel van de Straße der Megalithkultur.
Het hunebed is 10 meter lang en 2,5 meter breed en is zuidwest-noordwest georiënteerd. Het ligt zo'n 4 meter hoger als de rivier. Waarschijnlijk is een gedeelte aan de noordoostelijke zijde door de rivier ondermijnd en naar beneden gestort.
Het graf heeft in dat geval zes dekstenen gehad Er zijn waarschijnlijk nooit kransstenen bij het bouwwerk aanwezig geweest.
Het megalitische bouwwerk is gebouwd in het neolithicum (3500 tot 2800 v.Chr.) en wordt toegeschreven aan de Trechterbekercultuur.
Sinds eind 2016 is het hunebed het eindpunt van een tijdbalk.